# بريودينتيال
شركة بريودينتيال هي شركة بريطانية متعددة الجنسيات للتأمين على الحياة والخدمات المالية ومقرها في لندن، المملكة المتحدة. تم تأسيسها في لندن في مايو 1848 لتقديم القروض للأشخاص المحترفين والعاملين.
الشركة لديها 20 مليون عميل تأمين على الحياة. وتمتلك شركة بريودينتيال، التي تدير عمليات التأمين وإدارة الأصول في 14 سوقًا في آسيا، وهي شركة جاكسون الوطنية للتأمين على الحياة، التي تعد واحدة من أكبر مزودي التأمين على الحياة في الولايات المتحدة.
و لديها قائمة أولية في بورصة لندن وهي مكون من مؤشر فوتسي 100 . برودينتيال لها قوائم ثانوية في بورصة هونغ كونغ وبورصة نيويورك وبورصة سنغافورة.
تمتلك الشركة وحدتين تجاريتين: 

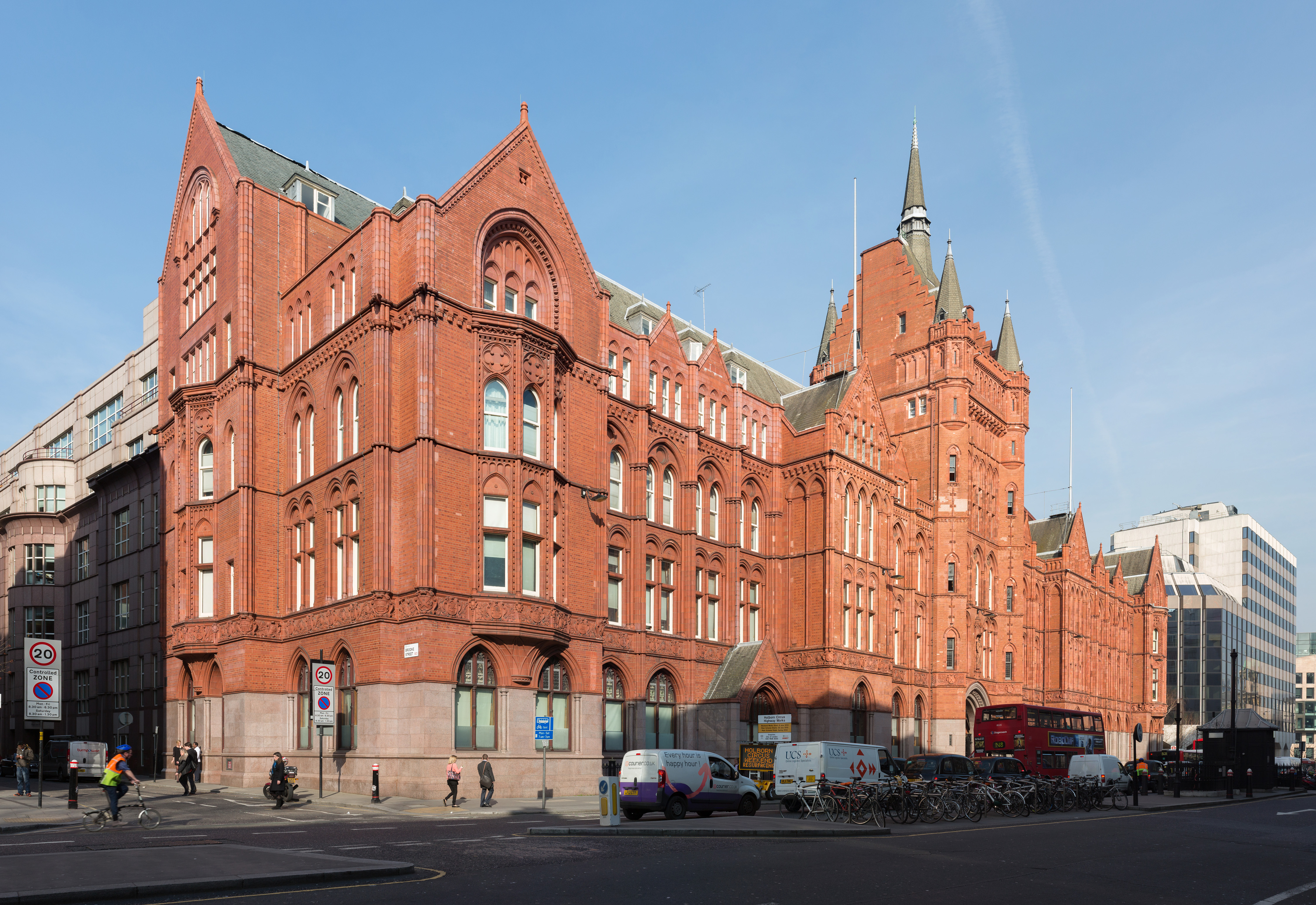
أشرطة هولبورن — المنزل التقليدي للحصافة

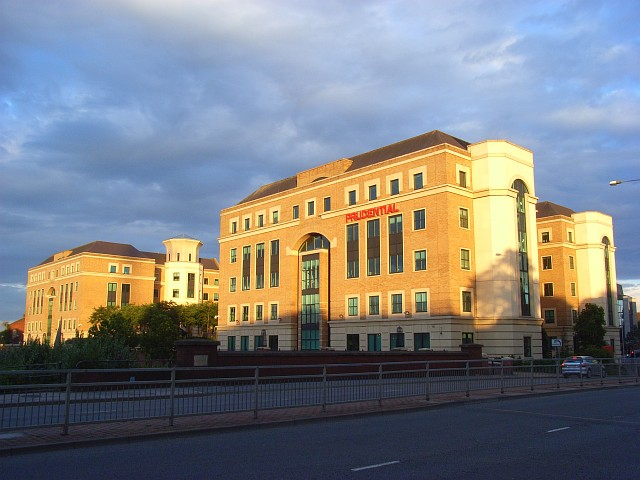
مركز الإدارة بريودينتيال في ريدينج ، المملكة المتحدة

- شركة بريودينتيال أسيا: يقع مقرها الرئيسي في هونغ كونغ، [10] وهي أكبر شركات التأمين على الحياة في المملكة المتحدة في آسيا. كان لها وجود في القارة منذ عام 1923 عندما تم إنشاء وكالة خارجية لضمان الحياة في الهند. على الرغم من أن هذا تم تأميمه لاحقًا، إلا أن برودنشال أعيد إطلاقه في الهند عام 2000 باسم ICICI Prudential ، وهو مشروع مشترك بنسبة 26٪ مع بنك أي سي أي سي أي. باعتبارها سيتيك بريودينتيال للحياة، مشروع مشترك بين 50 و 50 عامًا، كانت أول شركة بريطانية تعيد تأسيس أعمال الحياة في الصين في عام 2000. هناك أيضا شركات في هونغ كونغ وتايوان واليابان وكوريا الجنوبية وسنغافورة وماليزيا والفلبين وتايلاند وفيتنام وإندونيسيا. تمتلك شركة «إيستسبرينج انفستمنتس» التابعة لإدارة «برودنشال» الآسيوية لإدارة الأموال 138.9 مليار جنيه إسترليني. [8]
- شركة جاكسون الوطنية للتأمين على الحياة: مقرها في ميشيغان، الولايات المتحدة الأمريكية، [11] تم شراء الشركة في عام 1986. سميت باسم أندرو جاكسون، الرئيس السابع للولايات المتحدة الأمريكية وبدأ العمل في عام 1961.